# Alessandro Pio di Savoia
Alessandro Pio di Savoia (26 ottobre 1487 – Sassuolo, tra il 2 e il 30 aprile 1517) fu signore di Sassuolo dal 1505 fino alla sua morte.

## Biografia
Era figlio di Giberto Pio di Savoia, I signore di Sassuolo, e di Eleonora Bentivoglio.
Fu successore del padre nel comando dell'esercito dei Bentivoglio di Bologna, ma rifiutò di fornire aiuto al nonno Giovanni II Bentivoglio nella lotta contro Cesare Borgia, temendo una reazione negativa del re Luigi XII di Francia, alleato del Valentino nell'ambito della guerra d'Italia del 1499-1504. Scacciato nel 1506 dalla città da papa Giulio II insieme ai signori e al fratello Costanzo, si ritirò a Sassuolo, che divenne il centro dei soccorsi alla famiglia Bentivoglio. Gli Estensi, schierati per la neutralità tra Chiesa e Francia, tolsero Sassuolo, feudo dei signori di Ferrara, ad Alessandro e lo obbligarono a risidere a Ferrara. Riavuto il feudo nel 1510, Alessandro fu però costretto a cedere uomini e cavalli alla Lega di Cambrai contri i veneziani. Giulio II ritenne che la Francia rappresentasse per gli equilibri nella penisola una minaccia ben più grave di Venezia e fu così che il pontefice lasciò la Lega di Cambrai per allearsi con la Serenissima. Sassuolo venne ripreso dal papa che, per ingraziarsi la città di Modena, regalò Sassuolo ad Alessandro Pio, che qui morì nel 1517.
Secondo alcuni, Alessandro Pio avrebbe ordinato l'omicidio di Ercole Strozzi, confidente della duchessa Lucrezia Borgia inviso al di lei marito Alfonso I d'Este, delitto che sarebbe stato eseguito materialmente dal sicario Masino del Forno. In tal caso, il signore di Sassuolo avrebbe agito soltanto per compiacere il duca, del quale era un fedele vassallo, non di certo per soddisfare un proprio interesse personale, essendo Alessandro incapace di commettere azioni così scellerate.

## Discendenza
Alessandro sposò nel 1506 Angela Borgia, cugina della duchessa Lucrezia Borgia, dalla quale ebbe tre figli:
- Giberto II (1508-1554), suo successore nella signoria
- Camilla Alessandra, monaca a Ferrara
- Eleonora, monaca a Ferrara

## Ascendenza
|                                                |                                            |                                                    | Genitori                                               |  |  | Nonni |  |  | Bisnonni                                      |  |  | Trisnonni                     |  |
|                                                |                                            |                                                    |                                                        |  |  |       |  |  | Giberto II Pio di Savoia, co-signore di Carpi |  |  | Marco I Pio, signore di Carpi |  |
|                                                |                                            |                                                    |                                                        |  |  |       |  |  | Giberto II Pio di Savoia, co-signore di Carpi |  |  | Marco I Pio, signore di Carpi |  |
|                                                |                                            | Taddea de' Roberti                                 |                                                        |  |  |       |  |  | Giberto II Pio di Savoia, co-signore di Carpi |  |  |                               |  |
| Marco II Pio di Savoia, co-signore di Carpi    |                                            |                                                    |                                                        |  |  |       |  |  | Giberto II Pio di Savoia, co-signore di Carpi |  |  |                               |  |
|                                                |                                            | Alda da Polenta                                    | Aldobrandino da Polenta, signore di Ravenna            |  |  |       |  |  |                                               |  |  |                               |  |
|                                                |                                            | Alda da Polenta                                    | Aldobrandino da Polenta, signore di Ravenna            |  |  |       |  |  |                                               |  |  |                               |  |
|                                                |                                            | Alda da Polenta                                    | N. Manfredi                                            |  |  |       |  |  |                                               |  |  |                               |  |
| Giberto III Pio di Savoia, signore di Sassuolo |                                            | Alda da Polenta                                    |                                                        |  |  |       |  |  |                                               |  |  |                               |  |
|                                                |                                            | Galeotto I del Carretto, marchese di Finale e Noli | Lazzarino II del Carretto, marchese di Finale e Noli   |  |  |       |  |  |                                               |  |  |                               |  |
|                                                |                                            | Galeotto I del Carretto, marchese di Finale e Noli | Lazzarino II del Carretto, marchese di Finale e Noli   |  |  |       |  |  |                                               |  |  |                               |  |
|                                                |                                            | Galeotto I del Carretto, marchese di Finale e Noli | Caterina del Carretto                                  |  |  |       |  |  |                                               |  |  |                               |  |
| Benedetta del Carretto                         |                                            | Galeotto I del Carretto, marchese di Finale e Noli |                                                        |  |  |       |  |  |                                               |  |  |                               |  |
|                                                |                                            | Vannina Adorno                                     | Raffaele Adorno, doge della Repubblica di Genova       |  |  |       |  |  |                                               |  |  |                               |  |
|                                                |                                            | Vannina Adorno                                     | Raffaele Adorno, doge della Repubblica di Genova       |  |  |       |  |  |                                               |  |  |                               |  |
|                                                |                                            | Vannina Adorno                                     | Violante Giustiniani-Longo                             |  |  |       |  |  |                                               |  |  |                               |  |
| Alessandro Pio di Savoia, signore di Sassuolo  |                                            | Vannina Adorno                                     |                                                        |  |  |       |  |  |                                               |  |  |                               |  |
|                                                | Annibale I Bentivoglio, signore di Bologna | Anton Galeazzo Bentivoglio, signore di Bologna     |                                                        |  |  |       |  |  |                                               |  |  |                               |  |
|                                                | Annibale I Bentivoglio, signore di Bologna | Anton Galeazzo Bentivoglio, signore di Bologna     |                                                        |  |  |       |  |  |                                               |  |  |                               |  |
|                                                | Annibale I Bentivoglio, signore di Bologna | Francesca Gozzadini                                |                                                        |  |  |       |  |  |                                               |  |  |                               |  |
| Giovanni II Bentivoglio, signore di Bologna    | Annibale I Bentivoglio, signore di Bologna |                                                    |                                                        |  |  |       |  |  |                                               |  |  |                               |  |
|                                                |                                            | Donnina Visconti                                   | Lancillotto Visconti, conte di Pagazzano e Gera d'Adda |  |  |       |  |  |                                               |  |  |                               |  |
|                                                |                                            | Donnina Visconti                                   | Lancillotto Visconti, conte di Pagazzano e Gera d'Adda |  |  |       |  |  |                                               |  |  |                               |  |
|                                                |                                            | Donnina Visconti                                   | …                                                      |  |  |       |  |  |                                               |  |  |                               |  |
| Eleonora Bentivoglio                           |                                            | Donnina Visconti                                   |                                                        |  |  |       |  |  |                                               |  |  |                               |  |
|                                                |                                            | Alessandro Sforza, signore di Pesaro               | Giacomo "Muzio" Attendolo "Sforza", conte di Cotignola |  |  |       |  |  |                                               |  |  |                               |  |
|                                                |                                            | Alessandro Sforza, signore di Pesaro               | Giacomo "Muzio" Attendolo "Sforza", conte di Cotignola |  |  |       |  |  |                                               |  |  |                               |  |
|                                                |                                            | Alessandro Sforza, signore di Pesaro               | Lucia Terzani                                          |  |  |       |  |  |                                               |  |  |                               |  |
| Ginevra Sforza                                 |                                            | Alessandro Sforza, signore di Pesaro               |                                                        |  |  |       |  |  |                                               |  |  |                               |  |
|                                                |                                            | …                                                  | …                                                      |  |  |       |  |  |                                               |  |  |                               |  |
|                                                |                                            | …                                                  | …                                                      |  |  |       |  |  |                                               |  |  |                               |  |
|                                                |                                            | …                                                  | …                                                      |  |  |       |  |  |                                               |  |  |                               |  |
|                                                |                                            | …                                                  |                                                        |  |  |       |  |  |                                               |  |  |                               |  |